# Michael Sattler
Michael Sattler (Staufen, 1495 — Rotemburgo, 21 de maio de 1527) foi um teólogo e líder dos anabatistas "Irmãos Suíços".

## Juventude
Sattler tornou-se monge beneditino no monastério de Saint Peter, após estudar na Universidade de Friburgo, onde aprendeu grego e hebraico. Porém, em 1523, depois de ter sido prior do monastério, abandonou a igreja católica e, em 1525, casou-se com uma beguina de nome Margaretha.

## Anabatismo

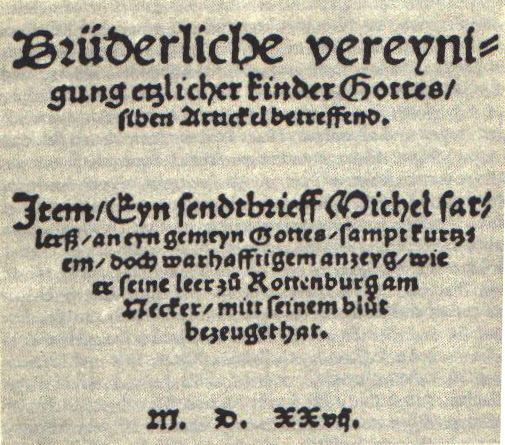
Artículo da Confissão de Schleitheim

Deportado, nesse ano, da Áustria, foi para Zurique, onde influenciado por Wilhem Reublin, uniu-se aos Irmãos Suíços. Organizou os anabatistas em Constança e Wassenberg. Expulso de Zurique em 18 de novembro de 1525, viajou a Estrasburgo, onde debateu fraternalmente com vários reformadores, aos quais tratou de atrair ao anabatismo. Voltou à Alemanha em 1526, onde, por solicitação de Reublin, centrou suas atividades em Horb, perto de Rotenburgo, região na que seu trabalho foi frutífero. 
Em 24 de fevereiro de 1527, participou da conferência anabatista de Schleitheim (cantão de Schaffhausen), na que foi adotada a Confissão de Schleitheim, principal declaração doutrinal dos Irmãos Suíços, cujo texto teve como principal autor a Sattler.
A Confissão trata sobre o batismo; a Ceia do Senhor; a admoestação fraterna: a escolha dos pastores; a rejeição da violência, dos juramentos e da participação dos cristãos nos poderes do mundo; e sobre organização das congregações.

## Rapto e Martírio
A conferência foi descoberta pelas autoridades de Rotenburgo, perto do rio Neckar. Em maio de 1527, Sattler e sua esposa foram detidos quando tentavam retornar a Horb e lhes confiscaram uma cópia da Confissão e outros documentos. Os prisioneiros foram trasladados à torre de Binsdorf, onde Sattler escreveu uma carta comovedora para a congregação de Horb. 
Foi julgado a partir de 15 de maio ante uma corte de 24 juízes, presidida pelo Conde Jochim de Zollern. Sua defesa foi enérgica, hábil e douta. Causou especial ira nos juízes quando disse que "se nos invadirem os turcos, não deveríamos resistir pela força; porque está escrito 'Não matarás1. Não devemos nos defender nem contra os turcos nem contra nossos perseguidores ... vocês querendo ser cristãos e jactanciosos de Cristo, perseguem as testemunhas piedosas de Cristo e sois turcos segundo o espírito."
Em 18 de maio, foi sentenciado à morte. Em 20 de maio, torturado e queimado na fogueira junto com mais três anabatistas. Sua esposa foi afogada no Neckar uma semana depois. O impacto que a tortura e execução de Sattler causaram, ao invés do que seus verdugos esperavam, provocou admiração geral pelo valor dos executados e rejeição à crueldade das autoridades católicas. Martin Bucer e Wolfgang Capito, que tinham debatido com Sattler em Estrasburgo, ficaram consternados. Capito escreveu às autoridades católicas em favor dos anabatistas que continuavam presos, enquanto Bucer escrevia, em uma carta pessoal, que "não duvidamos que Michael Sattler, queimado em Rotenburgo, foi um amigo querido de Deus; foi certamente um dos líderes anabatistas, mas tinha mais prendas e era mais honrado que muitos de nós".